# Přistoupim (hradiště)
Přistoupim (též Svatováclavské šance) je raně středověké hradiště u stejnojmenné obce v okrese Kolín. Nachází se nad severovýchodním okrajem vesnice na návrší Malé Šance s nadmořskou výškou 266 metrů. Dochovaly se z něj nevýrazné pozůstatky rozsáhlého opevnění. Lokalita je od roku 1965 chráněna jako kulturní památka.

## Historie
Hradiště bylo osídleno snad již od konce osmého století, ale hlavní fáze osídlení spadá až do století devátého. Datování bylo umožněno Jaroslavem Kudrnáčem, který v padesátých letech dvacátého století vedl na lokalitě archeologický výzkum. Jím nalezená keramika má ráz tzv. klučovského horizontu ze starší až počátku střední doby hradištní.

## Stavební podoba
Dvoudílné hradiště s celkovou rozlohou asi 7,5 hektaru se nachází na návrší obtékaném ze dvou stran Jalovým potokem. Vnitřní hradiště s rozlohou šest hektarů se nacházelo v západní části vrchu a s výjimkou jižní strany ho chránily strmé svahy. Obranné možnosti dále zlepšovalo obvodové opevnění, ze kterého se dochovala část valu. Většina valu byla v minulosti téměř rozorána a výraznější zbytek s výškou asi 2,5 metru se dochoval pouze na východní a jihovýchodní straně. Směrem na východ se v poloze Malé šance nacházelo předhradí. Obě části odděluje rokle, která je pravděpodobně pozůstatkem příkopu. Několikanásobné opevnění předhradí se nedochovalo, ale jeho existenci prokázala geofyzikální měření na konci dvacátého století a nalezený zuhelnatělý trám, který byl nejspíše součástí valu.